# Aligot

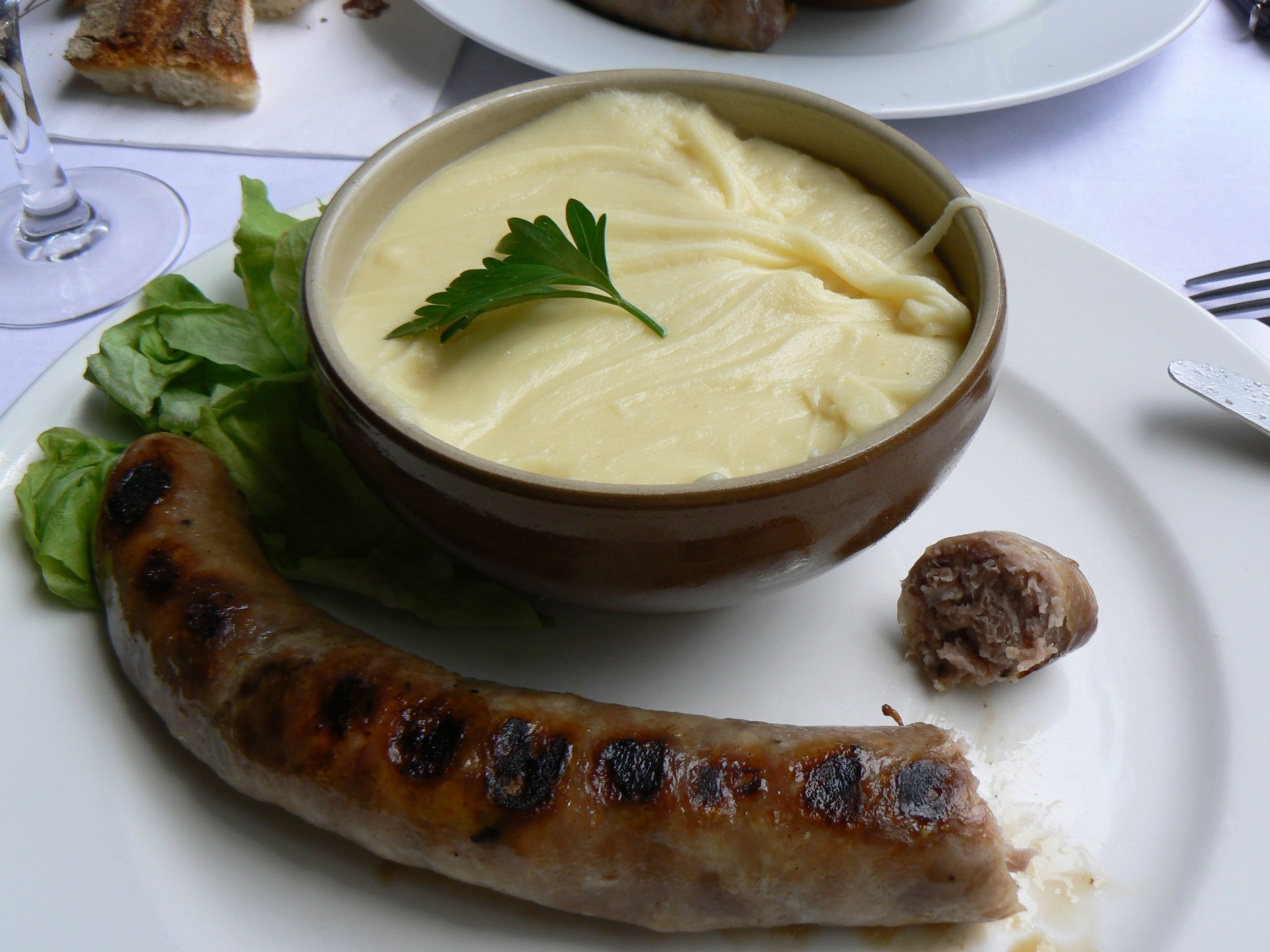
Bol de aligot.

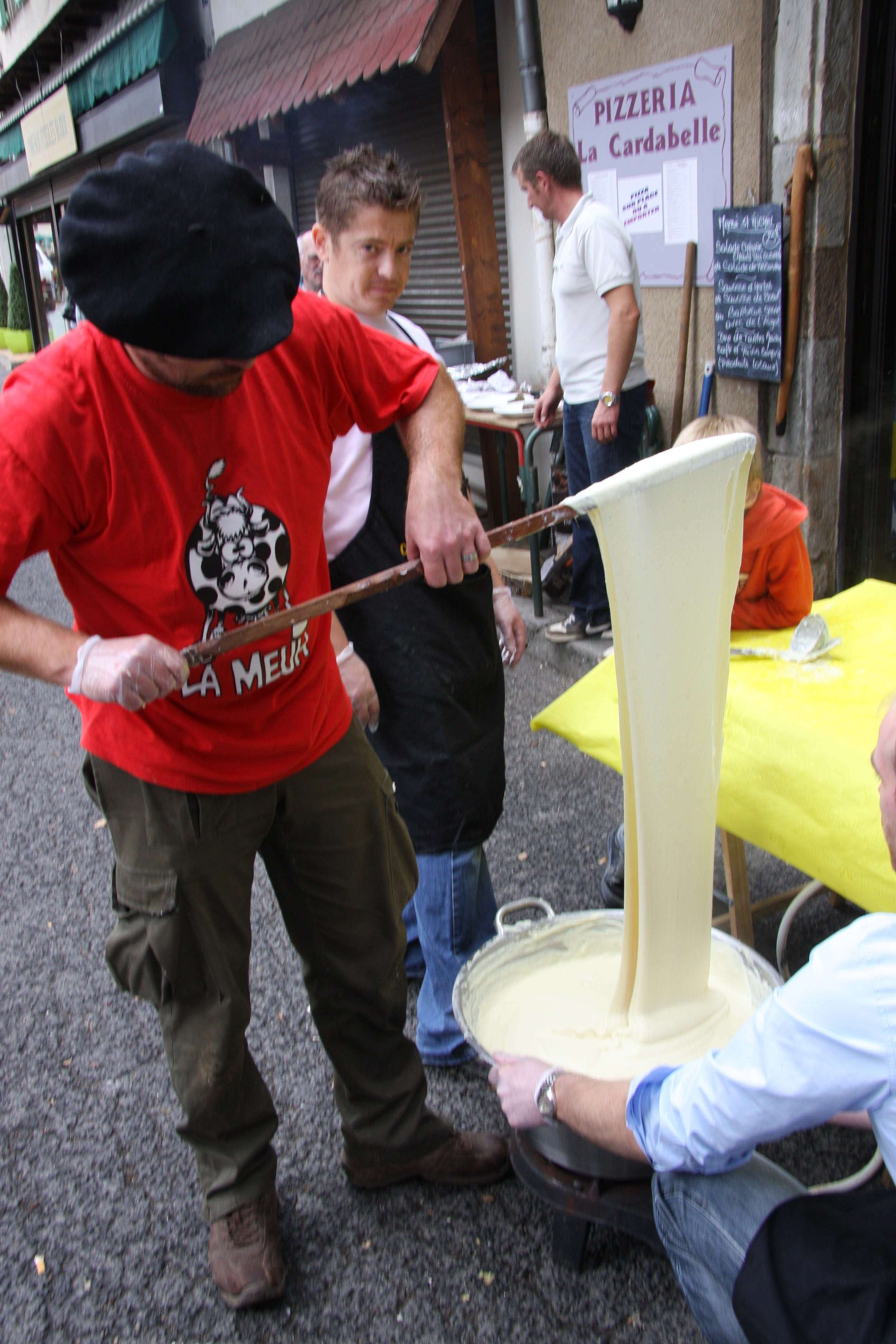
Elaboración de aligot en la feria de Meyrueis.

El aligot es una especialidad gastronómica originaria del macizo de Aubrac en Francia. La palabra aligot viene de «aliquid», que a su vez deriva de la voz latina « liquod» que significa «alguna cosa».
Se trata de un puré de patatas mezclado con un queso sin afinar llamado Tome fraîche (tomme fresca), que es un queso Cantal o Laguiole fresco. Se calienta a fuego suave y removiendo enérgicamente hasta que el queso se derrita y le dé a la mezcla una textura espesa y elástica. Se le puede echar ajo y nata fresca.
Al igual que la fondue el aligot empezó siendo un plato de pobres, servido por los monjes de Aubrac que ofrecían aliquid (algo de comer) a los peregrinos que seguían la Via Podiensis camino de Compostela. Se preparaba con miga de pan, que fue sustituida por patatas en el siglo XIX. Pero hoy en día se ha popularizado y es frecuente comerlo en fiestas y en los mercados y ferias de la región donde se elabora in situ. Se toma caliente y tiene muchas calorías.
Con fecha 1 de octubre de 2002, se ha solicitado oficialmente la concesión al aligot de Aubrac de una Indicación Geográfica Protegida (IGP).